# Unidad Táctica de Combate
La Unidad Táctica de Combate o UTC como se les conoció, fueron la unidad mínima de las guerrillas urbanas de las Fuerzas Armadas de Liberación Nacional, brazo armado del Partido Comunista de Venezuela (PCV), Movimiento de Izquierda Revolucionaria (MIR) y Partido de la Revolución Venezolana (PRV), que libraron acciones violentas de guerrilla contra los gobiernos de Rómulo Betancourt entre 1959-1964  y de Raúl Leoni entre 1964-1969.

## Organización
Las UTC se organizaban con cinco o siete combatientes todos militantes de los grupos irregulares en conflicto, todas ellas debían saber manejar armamento, cada una debía tener un arma corta y un arma larga por cada tres combatientes. Adoptaron casas seguras donde se escondían de la policía y realizaban acciones de secuestros, asaltos y hostigamientos contra las Fuerzas del Orden. Sus miembros debían entrenarse constantemente y utilizaban seudónimos entre ellos. Al menos uno de ellos debía conocer de medicina o Primeros Auxilios, uno debía ser Armero, uno de Propaganda, si era posible uno Explosivista, un Responsable de Seguridad y el Jefe de la UTC.

## Actuación
Las UTC fueron responsables no solo de acciones armadas sino también de alteración del orden público como el Asalto al Tren del Encanto, especialmente durante los procesos electorales venezolanos. La UTC colocaron bombas en la tiendas Sears y en la embajada de Estados Unidos, además destruyen varios oleoductos. Al finalizar el período de la Lucha Armada fueron disueltas estas unidades, pacificándose la mayoría.